# SIFCA
 (janvier 2013).
SIFCA (Société immobilière et financière de la côte africaine) est un groupe agro-industriel ivoirien créé le 28 septembre 1964, et un des acteurs majeurs de l’économie ouest-africaine. Premier groupe privé de Côte d'Ivoire, il a longtemps dominé les marchés du café et du cacao, avant de quitter ce secteur pour se spécialiser en 1997 dans le secteur des oléagineux et du sucre, puis en 1999 dans l'hévéa. Développé en 10 filiales en Côte d'Ivoire, au Ghana, au Libéria, au Nigéria, au Sénégal et en France, le groupe compte 30 000 employés, et certaines de ses sociétés sont cotées a la bourse d'Abidjan.

## Histoire
Fondé en 1964, quatre ans après l'indépendance de la Côte d'ivoire, SIFCA est né de la fusion de la Société Financière de la Côte Africaine et de
la Société Immobilière de l’Indénié. Sous l'impulsion de Pierre Emile Billon, le projet est lancé en association avec Henri Tardivat et Aimé Barou. Ils choisissent d'investir dans deux secteurs prometteurs de la Côte d'Ivoire : l'immobilier et l'agriculture. Flairant le potentiel de la filière agricole du café et du cacao dans l’économie ivoirienne, c'est dans ce secteur qu'ils orientent les affaires du Groupe.
Durant ces premières années, la société croît sous la forme d’un comptoir d’échange de café et de cacao. Puis, l’entreprise se développe de plus en plus rapidement, débutant par la création de la première filiale de SIFCA : Unicafé, gérante de sept usines de décorticage de café respectivement à Daoukro, Divo,
Man, Anyama, Daloa, Gagnoa et Aboisso. Par la suite, ces usines deviendront également des centrales de production et de commercialisation. Ce sont les années phares de la spécialisation de SIFCA dans le domaine du café cacao. La Côte d'Ivoire est alors premier pays producteur de cacao, faisant ainsi du Groupe la première entreprise de cacao de Côte d’Ivoire, et par défaut du monde.  
L’évolution du Groupe connaît un véritable boom pendant les années 1970-1990. En 1993, Comafrique (branche crée en 1966 pour la commercialisation de véhicules) et SIFCA fusionnent : le Groupe SIFCOM est né. La privatisation de plusieurs entreprises d’état  permet de se lancer dans l’exploitation d’autres
domaines d’agriculture tels que le riz en rachetant Uniriz qui deviendra SIFCARIZ et le coton avec le partenaire Béninois (SHB). Fort de ces activités, SIFCOM prend en main sa propre indépendance dans les domaines d’assurance et d’internet en créant respectivement SIFCOMASSURE et Comète. Filivoire sera leur filiale d’empaquetage de riz et plus tard de sucre.  
Nouveau directeur général depuis 1978, Yves Lambelin pousse le Groupe à nouer de nouveaux partenariats. D’abord dans le domaine des oléagineux, en rachetant
Cosmivoire (1995) et Palmindistrie qui deviendra Palmci (1997).
En 1997, c’est avec Harrel et Frères (société devenu TERRA), que la privatisation de la société d’état SODESUCRE devient SUCRIVOIRE, encore aujourd’hui l’un des principaux acteurs de l’industrie sucrière de Côte d’Ivoire.
Enfin, la culture de l’hévéa, produit brut du caoutchouc naturel, prend de plus en  plus d’essor, et SIFCOM en profite pour créer trois entreprises exerçant dans
le domaine : En France SIPH qui servira de société holding couvrant les autres filiales du Groupe, SAPH en Côte d’Ivoire, GREL au Ghana et plus tard d’autres plantations au Libéria et au Nigéria.
La stratégie de production du Groupe évolue aussi, se positionnant sur la chaine de production à partir de la plantation à la récolte et du conditionnement à la vente du produit fini. 
En 1999, sous les pressions de la Banque mondiale et du FMI, la caisse de stabilisation est démantelée, libéralisant l’économie de la filière café cacao. SIFCA, se retire de cette activité et vend ses parts au Groupe JAG et peut alors mieux se concentrer sur les filiales plus porteuses :  les
oléagineux, l’hévéa et le sucre dorénavant ses principales activités.
En 2008, c’est par une coentreprise, NAUVU, que le Groupe s’associe avec deux importants Groupes Singapouriens spécialisés
dans le domaine oléagineux : Olam International et Wilmar International. En 2010 c’est l’ouverture de la raffinerie d’huile de palme de Sania. Elle est
à ce jour la plus grande d’Afrique. 
Début 2022, malgré un marché du caoutchouc en proie à la morosité, les dirigeants de SIFCA décident d'investir 25 millions d'euros dans la création d'une usine de transformation de caoutchouc au Ghana via sa filiale ghanéenne Ghana Rubber Estates Limited (GREL).

## Activité
SIFCA intervient dans la chaîne de production de trois produits, allant de la plantation, la récolte, le conditionnement et la vente : 
- l'hévéa ou caoutchouc naturel, avec les sociétés SAPH (Côte d'Ivoire), SIPH (France), GREL (Ghana), RENL (Nigeria), et CRC (Liberia) ;
- les oléagineux, avec Palmci et Sania en Côte d’Ivoire, Sendiso au Sénégal ;
- le sucre de canne, avec Sucrivoire en Côte d’Ivoire.
- L'énergie renouvelable, avec Biokala en Côte d'Ivoire.

## Filiales

### Hévéa
- SIPH, cotée à la Bourse de Paris.
- SAPH, cotée à la  BRVM d'Abidjan, premier producteur de caoutchouc en Afrique de l'ouest.
- GREL (Ghana).
- RENL(Nigéria).
- CRC (Libéria).

### Oléagineux
- Palmci, cotée à la BRVM d'Abidjan.
- Sania (Côte d’Ivoire).
- MOPP (Libéria)
- Sendiso (Sénégal).

### Sucre
- Sucrivoire (Côte d’Ivoire).

### Énergie renouvelable
- Biokala (côte d'Ivoire).